# 6.25 전쟁 기간 오스트레일리아의 군사사
6.25 전쟁 기간 오스트레일리아의 군사사는 1950년 벌어진 6.25전쟁에서 유엔군의 일부로 파병되어 대한민국을 지원한 군을 말한다.

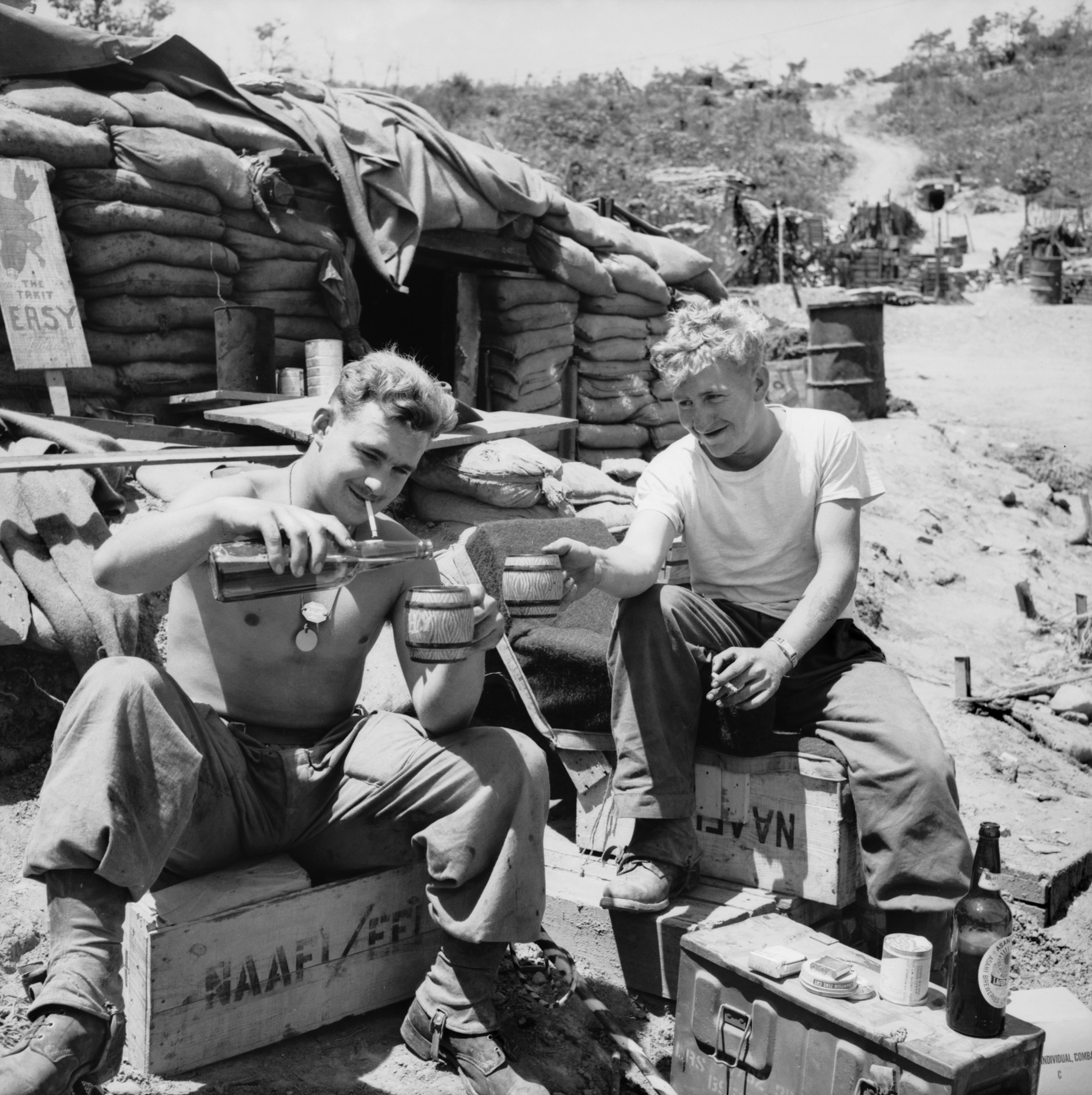
대한민국에 파병된 두 명의 유엔군소속 호주 군인들이 식사를 즐기고 있는 사진

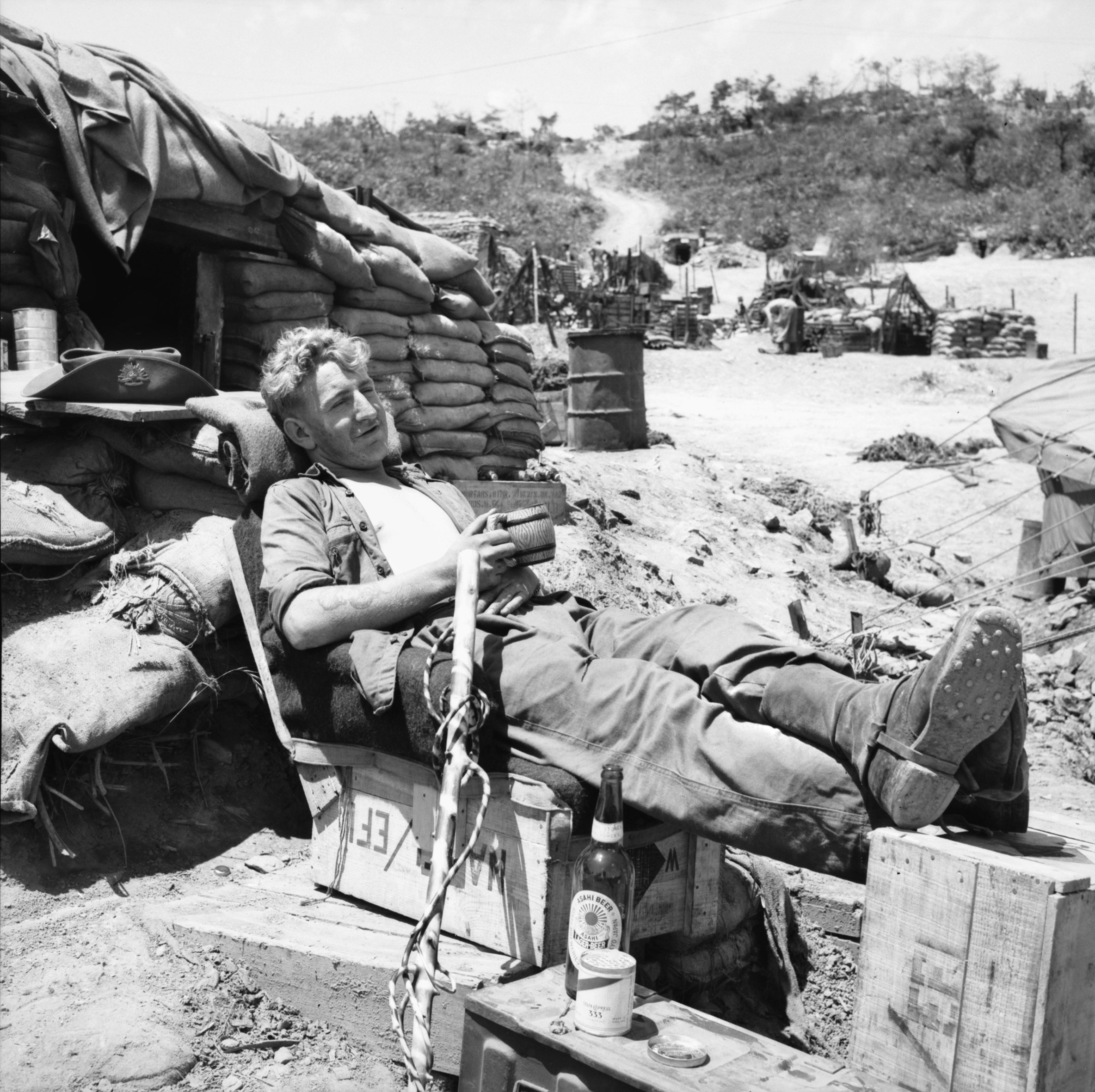
대한민국에 파병된 유엔군소속 호주 군인이 휴식을 취하고 있는 사진

오스트레일리아군은 한 개 대대 규모로 편성되어있었고, 육군, 해군, 공군을 모두 파견하여 육지, 해상, 공중의 다양한 지역에서 전투를 수행하였다.
특히 육군은 영국군의 여단 예하 부대로 편성되어 영유리, 박천지구 등 지역에서 활약하였다.

## 오스트레일리아군 참전배경[1]
1950년 6월27일 유엔안전보장이사회에서 '한국에 대한 군사원조'안이 결의되었다. 그 후 오스트레일리아 정부는 이 안건에 대한 지지를 선언하였고 즉각적으로 병력을 파견하기로 했다. 6월 30일 영연방 극동해군사령부에 파견되어있던 2척의 구축함을 미국 극동해군사령부에 파견하였고 뒤이어 7월 1일 제77전투비행대대를 미 극동공군사령부로 급파하였다. 오스트레일리아 의회 역시 정부의 이러한 조치를 만장일치로 동의하였다.
정부와 의회의 동의를 얻은 오스트레일리아군은 본격적으로 개입하기 시작했다. 구축함 '바탄 호(Bataan)'와 프리깃함 '숄헤븐 호(Shoalhaven)'는 정박지였던 홍콩을 출발해 오키나와로 이동했고, 이튿날 일본 이와쿠니(Iwakuni) 기지에 주둔중이던 제77전투비행대대(NO. 77 RAAF Squadron)가 미군의 제5공군에 배속되어 작전임무를 수행하게 되었다. 이후 오스트레일리아 정부는 7월 26일 한국에 지원군을 파견한 사실을 원칙적으로 발표하였다.

## 부대 규모 및 편성

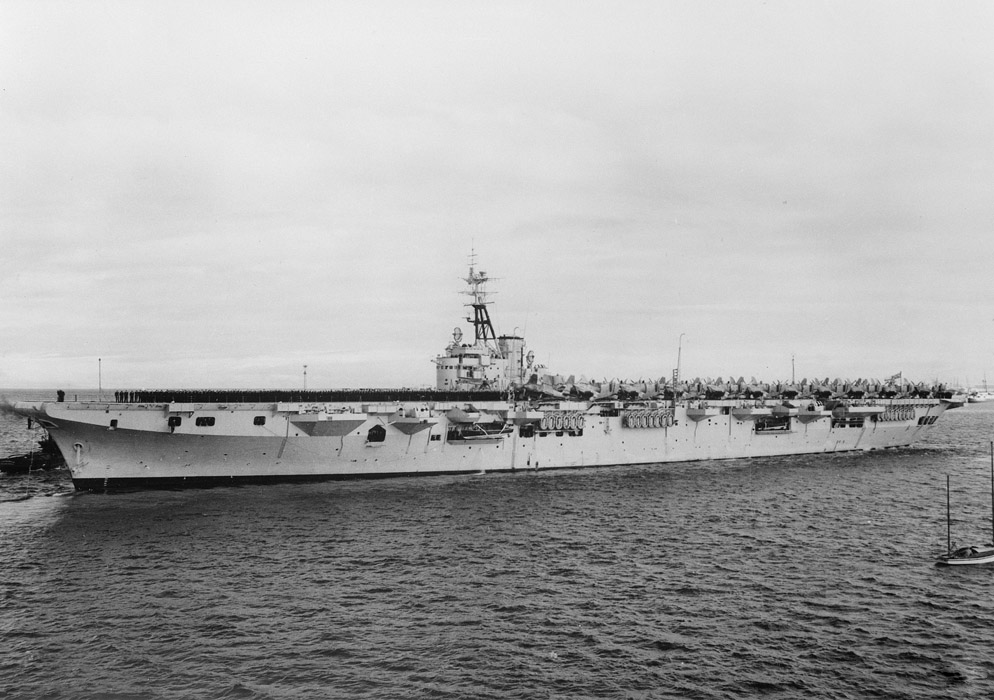
호주 해군 항공모함 Sydney호

| 참전연인원 | 참전규모                    | 참전규모                                     | 참전규모                        |
| ---------- | --------------------------- | -------------------------------------------- | ------------------------------- |
| 참전연인원 | 지상군                      | 해군                                         | 공군                            |
| 17,164명   | 보병대대 : 2 병력 : 2,282명 | 항공모함 : 1척 구 축 함 : 4척 프리깃함 : 4척 | 전투비행대대 : 1 수송기편대 : 1 |

<호주 해군 참전 함정 및 지휘관>
| 구분           | 함정명 | 작전기간         | 지휘관           |
| -------------- | ------ | ---------------- | ---------------- |
| 항공모함 (1척) | Sydney | 1951.8 ~ 1952.6  | 대령 D.H.Harries |
| 항공모함 (1척) | Sydney | 1953.10 ~ 1954.6 | 대령 G.C.Oldham  |

| 구분           | 함정명      | 작전기간        | 지휘관            |
| -------------- | ----------- | --------------- | ----------------- |
| 프리깃함 (4척) | Shocalhaven | 1950.7 ~ 1950.9 | 중령 I.H.McDonald |
| 프리깃함 (4척) | Murchison   | 1951.5 ~ 1952.2 | 중령 A.N.Dollard  |
| 프리깃함 (4척) | Condamine   | 1952.8 ~ 1953.4 | 중령 R.C.Savage   |
| 프리깃함 (4척) | Culgoa      | 1953.4 ~ 1953.6 | 중령 D.A.H.Clarke |

| 구분         | 함정명     | 작전기간        | 지휘관               |
| ------------ | ---------- | --------------- | -------------------- |
| 구축함 (4척) | Bataan     | 1950.7 ~ 1951.5 | 중령 B.M.Marks       |
| 구축함 (4척) | Bataan     | 1952.2 ~ 1952.8 | 중령 S.Bracegridle   |
| 구축함 (4척) | Warramunga | 1950.8 ~ 1951.8 | 대령 O.H.Becher      |
| 구축함 (4척) | Warramunga | 1952.2 ~ 1952.7 | 중령 J.M.Ramsay      |
| 구축함 (4척) | Anzac      | 1951.8 ~ 1951.9 | 중령 J.Plunkett-Cole |
| 구축함 (4척) | Anzac      | 1952.9 ~ 1953.6 | 대령 G.G.O.Gatacre   |
| 구축함 (4척) | Tobruk     | 1951.8 ~ 1952.6 | 중령 R.I.Peek        |
| 구축함 (4척) | Tobruk     | 1953.6 ~ 1954.2 | 중령 I.H.McDonald    |

## 주요 활동 및 전투[7]

### 지상군 활동

#### 영유리 전투
영유리 전투는 호주 제3대대가 영 27여단 일부로 영유리 부근에서 북한군 제239연대를 격파하고, 숙천에 공수 낙하한 미 제187공수연대와 연결작전을 이룬 전투이다. 대대는 이 전투에서 거의 피해를 입지 않고 많은 전과를 달성하였다.
영연방 제27여단과 오스트레일리아 제3대대는 1950년 10월 20일 평양에 입성하여 숙천-박천-정주를 목표로 진격을 시작하였다. 그러나 이날 아침 갑자기 적의 퇴로를 차단하고 적에게 포위된 미 공수연대를 구호하라는 명령을 받고 대동강을 도하하여 진격하게 된다. 당시 오스트레일리아 제3대대장이었던 그린 중령은 사령부로부터 미 공수부대가 대대가 점령중인 진지 북쪽 2km 지점에서 남진중이라는 보고를 받았다. 이때 북한군은 대대에게 박격포와 기관총 사격을 집중하기 시작했다. 그린 대대장은 즉시 1개 중대로 돌파공격을 감행하기로 했다. 돌파 임무를 받은 데니스 대위의 C중대는 과수원을 향해 공격을 개시하였고 미 전차중대가 이를 엄호하였다. 오스트레일리아군과 미군의 공격을 받은 북한군은 당황하여 화기와 진지를 버려두고 후퇴하였다. 하지만 이들은 측면을 엄호 중이던 전차와 9소대에 의해 대부분 사살되었다.
그린 대대장은 우측방의 고지대를 점령하기 위해 2개 중대를 보내고, 또다른 중대를 보내 C중대를 엄호하게 하였다. 이렇게 모든 중대를 산개시키고 본부요원들 중 1개 소대 병력을 차출하였고 북쪽으로 급파하여, 남하중이던 미 공수부대와의 연결에 성공하였다. 그 결과 오스트레일리아군과 미군은 적을 포위할 수 있었고, 포위한 적은 대부분 사살하거나 포로로 잡았다. 이 전투에서 제3대대는 북한군 150명을 사살하고 239명을 포획하였으나, 오스트레일리아군은 7명만이 부상을 입었다.

#### 박천지구 전투
박천지구 전투는 오스트레일리아 제3대대가 대한민국전에 참전한 이후 중공군과 최초로 치른 전투이다. 이 전투로 인해 유엔군은 청천강 
교두보를 확보할 수 있었다.
중공군은 11월 3일 사단 우전방에 공격을 개시했다. 그들은 구룡강을 도하하였고 그 일대를 방어중이던 미 24사단을 돌파한 뒤 압박을 강화하여, 여단 후방으로 우회하여 박천-신안주 간 작전도로를 위협하였다. 오후 늦게 영국군 정찰대가 박천 동북쪽 10km 지점에서 대규모 중공군이 남진중인 것을 목격하였고 이날 밤 우측의 미 24사단은 차량과 중장비를 유기하고 안주로 철수하였다. 11월 5일 08시 중공군은 후퇴하던 미군을 추격하였고, 일부는 서쪽으로 우회하여 박천 남쪽 3km 지점의 미군 포병부대를 강타하였다. 이는 박천-신안주 간의 작전도로가 차단되는 것을 의미하는 것이었다. 코드 준장은 즉시 대령강 도하장을 방어중이던 오스트레일리아 군에 반격을 명령했다. 오스트레일리아군은 A중대를 우전방, B중대를 좌전방에 배치하여 즉시 공격을 개시하였다. 대대는 1시간에 걸친 격전 끝에 추도리를 재탈환하고 진지를 재편성하였다. 이날 밤 중공군의 반격으로 인해 추도리 남쪽 1.5km 지점까지 철수했으나 D중대의 반격으로 진지를 다시 확보할 수 있었고 적을 후퇴시킬 수 있었다.
11월 6일 3대대는 산병호를 파고 포진지를 보강하였다. 또한 정찰대 임무를 수행하던 C중대는 추도리 동북쪽 깊숙한 산륙까지 진출하여 달아나던 중공군 11명을 사살하였다. 이후 3대대는 영국군과 함께 대령강 동안 일대에서 계속 진지를 점령하고 박천-신안주 도로를 경비하는 임무를 전담하였고 전방 수 km 지점까지 수색대와 정찰대를 파견하여 접적을 시도하였다.

#### 가평 죽둔리 전투
죽둔리 전투는 오스트레일리아 제3대대가 가평 7km 북쪽 지점에 위치한 죽둔리에서 중공군의 제 1차 춘계공세를 맞아 중공군과 치른 전투이다. 이 전투는 오스트레일리아 군이 경춘가도를 차단하려던 중공군의 기도를 좌절시키는데 결정적인 역할을 하였다. 
유엔군은 1951년 4월 22일 중공군 춘계공세에 봉착하였고, 군단 예비부대로 가평에 위치한 영국 제27여단과 오스트레일리아 제3대대는 중공군과 치열한 격전을 전개하게 되었다. 여단장이었던 버크 준장은 죽둔리를 중심으로 가평천 동북지역에 제3대대를, 서북지역에 캐나다 대대를 배치하여 저지진지를 점령하도록 하였다. 오스트레일리아 군의 각 중대는 대대장의 명령에 따라 오후 6시경 각 진지점령을 완료하였다. 이날 밤 10시, 중공군 선두부대가 대대 정면 최북단 도로상의 미군 전차소대를 공격하고 주력이 죽둔리 쪽을 공격하였다. 이날 야간 죽둔리 남쪽까지 침투하여 교차로 일대를 차단한 중공군은 다음날인 4월 24일 새벽에 가평천 건널목을 차단하고 계속 남하를 시도하였다. 중공군의 계속된 공격으로 결국 오스트레일리아군은 가평 동북쪽 2km 지점의 논으로 철수할 수밖에 없었다. 날이 밝자 중공군과의 전투는 더 치열해졌다. A,B 중대와의 교신도 쉽지 않은 상황이었다. 

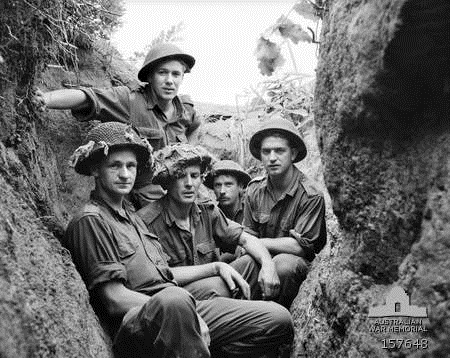
6.25전쟁 참전한오스트레일리아군

한편  D중대는 가장 고지대의 방어를 맡아 전날 밤 한 차례의 집중공격을 막아내었지만 날이 밝자 이 일대의 감제고지 
였던 504고지를 노리는 적의 공격을 받았다. 정오가 지나도 공격이 계속되자 워드 중위는 적에게 노출되지 않은 상태로 12소대를 504고지 부근으로 철수시켰다. 이를 모르던 중공군은 오후 3시 대규모 공격을 시도하였다. 이에 D중대는 뉴질랜드 포병에게 집중포격을 요청하는 한편 중대의 모든 가용화기를 총동원하여 집중사격을 실시하였다. 그제서야 아군의 기도를 알게 된 중공군은 많은 시체를 유기한 채 퇴각하기 시작했다. 이후에도 공방전은 계속되었고 다음 날 새벽 5시까지 적은 두 차례나 중대의 거점을 강습하였으나 그때마다 많은 사상자를 남기고 후퇴하였다. 
이리하여 오스트레일리아 제3대대는 1951년 4월 23일 밤부터 24일 밤에 이르기까지 만 24시간 동안 끊임없이 밀어 닥친 중공군의 남진을 죽둔리 일대에서 저지하며 가평-청평 도로를 장악하여 경춘도로를 차단하려는 적의 의도를 완전히 분쇄하였다. 그러나 이 전투에서 31명이 전사하였고, 58명이 부상을 당했으며, 3명이 적에게 포로로 잡히는 등 적지 않은 병력 손실이 발생하였다.

#### 마량산 전투
마량산 전투는 휴전선 설정이 논의되던 유엔군의 코만도(Commando) 작전 기간 중, 오스트레일리아 제3대대가 전곡 부근 방어선에서 10km 북쪽 마량산을 공격하여 점령한 작전이었다. 3일간 계속된 공격작전에서 중공군의 완강한 저항을 차례로 격파하고 마량산을 점령하였다.

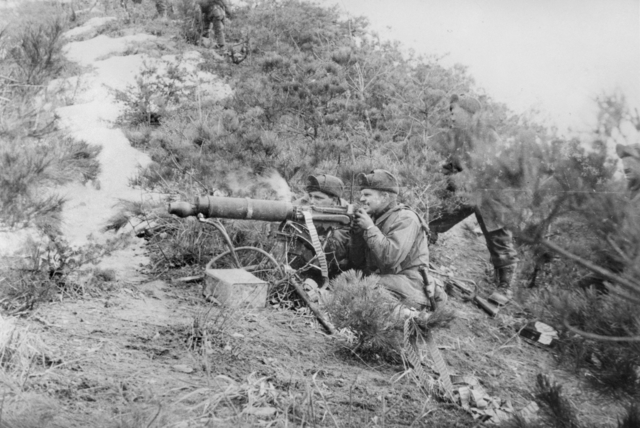
고지를 방어하는 호주군

미군의 제 1군단장이었던 John W. Daniel은 1951년 10월 철원-김화의 주요 보급로를 확보한다는 코만도 작전계획을 구상하였다. 이에 따라 영연방 제 28여단장은 임진강 서안-사미천 동안 사이 마량산 일대 고지를 탈환하는 명령을 하달하였다. 여단 예하의 각 대대는 1951년 10월 3일 새벽 우일선에 오스트레일리아 제3대대를, 중앙일선과 좌일선의 영국군 각각 1개 대대를 전개하여 공격을 개시하였다. 우일선에 배치되었던 오스트레일리아 군은 이른 아침 중공군의 저항없이 199고지를 점령한 후 계속하여 사단의 좌일선 공격대대로서 마량산을 공격하였다. 마량산은 높이 솟아 있고 동남방이 가파른 절벽인데다가 서쪽이 평탄하여 적진의 후방과 연결되어 있었다. 중공군은 8부 능선 주위에 무수한 유개호와 산병호를 구축하고 있었다. 
헤셋 중령은 A중대로 하여금 317고지 동남쪽 하단에서 양동공격을 하여 적의 주의를 그 방향으로 유인하고, 그 사이에 B중대가 동쪽으로부터 공격을 개시하여 마량산 산기슭과 중간능선까지 진출하게 하였다. 뒤를 바짝 따르던 D중대가 초월 전진하여 목표고지를 돌파하기로 결정하고 C중대를 예비로 확보하였다. A중대가 5일 새벽 3시 30분 동남쪽 능선에서 공격을 개시하자 선봉에 있던 B중대가 동쪽으로부터 고지 동쪽능선을 향해 진격하고, 주공인 D중대가 제 10소대를 선두로 그 뒤를 따랐다. 최종 목표고지까지는 두 개의 중간 목표가 있었는데 제 1목표 고지는 199고지 북쪽 1.5km이며, 제2목표인 발디 고지는 그로부터 마량산 쪽으로 500m 거리에 있었다. 10여 분의 공격준비사격 이후 기관총과 전차포의 엄호를 받으며 제 11소대가 공격을 개시하고, 12소대가 이를 초월하여 공격을 개시하였다. 결국 이날 16시경 D중대는 제1목표를 장악하는데 성공하였다. 
오스트레일리아 군은 중간목표 2개를 모두 탈취하고 최종목표인 마량산 만을 눈앞에 남겨놓았다. 대대장은 C중대에게 D중대를 초월하여 공격하도록 지시하였다. 예상외로 적의 저항이 경미하여 C중대는 이날 18시에 최종목표를 점령하는데 성공하였다. 이어 대대장은 대대 지휘소를 마량산으로 추진하고 B중대의 힌지 고지에 대한 공격을 직접 지휘하였다. 아포, 전차포, 박격포를 통해 힌지 고지를 집중공격하였다. B중대는 일선 2개 소대가 좌우로 산개하여 전진하고 그 뒤를 예비소대와 중대본부가 따랐다. 공격소대들은 공격을 개시하여 진지를 점령하고 적의 반격에 대비하였다. 
오스트레일리아 군이 8일 5시 힌지 고지를 완전히 점령하자 영국군 대대의 1개 중대가 217고지를 공격하여 거의 적의 저항을 받지 않고 점령하였다. 대대는 이 전투에서 20명이 전사하였고 89명이 부상을 입는 큰 피해를 당했으나 200명의 중공군을 사살하는 전과를 올렸다.

### 해군 활동
| 함대                   | 기간        | 활동내용                                                                                           |
| ---------------------- | ----------- | -------------------------------------------------------------------------------------------------- |
| 워라먼가(Warramunga)호 | 1950년 9월  | 인천상륙작전 참전. 영국 항공모함 엄호. 해안포격 가세. 인천 해안에서 함포사격으로 공산군 퇴로 차단  |
|                        | 1950년 12월 | 유엔 기동단대의 일원으로 진남포 철수 엄호작전에 참여                                               |
| 머치슨(Murchison)호    | 1951년 7월  | 압록강 입구 및 진남포 연안에서 해상초계 및 해상포격임무 수행.                                      |
|                        | 1952년 1월  | 한강유역 13개 목표지점에 포격 실시                                                                 |
| 안작(Anzac)호          | 1951년 8월  | 서해안에서 미국의 항공모함 호위하며 해안 경비                                                      |
|                        | 1951년 9월  | 포격작전 가담                                                                                      |
| 토브럭(Tobruk)호       | 1951년 10월 | 청진부근에서 남쪽으로 이동하는 적 화물차 파괴                                                      |
| 콘다민(Condamine)호    | 1952년 8월  | 대연평도 북쪽에 있는 적 대공화기진지와 해안진지 포격. 진남포 해안에서 적 진지에 대한 해안포격 실시 |

### 공군 활동

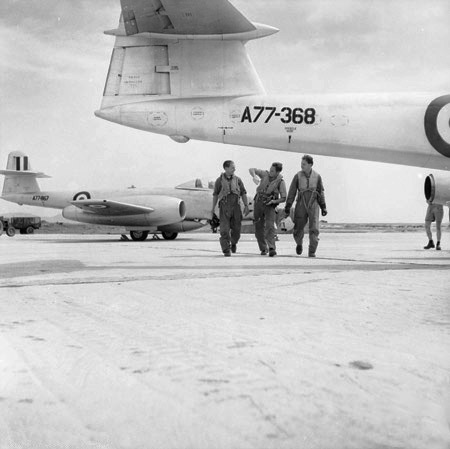
제77전투비행대대

오스트레일리아 정부는 1950년 7월 1일부로 공군의 참전을 결정하게 된다. 정부는 제77전투비행대대(No.77 RAAF)를 파견하였고 이들은 미 극동공군 산하인 미 제5공군(US Fifth Aif Force)에 배속되었다.
1. 1950년 7월 1일 파견 후 함흥 남쪽 연포비행장을 폭격하기 위해 출격한 미 공군의 B-26폭격기 편대 엄호
2. 유엔군이 낙동강 방어작전 전개하는 동안 북한군 집결지에 네이팜탄 공격하여 적의 최후공세 저지하는데 기여
3. 1950년 8월 한 달간, 812회 출격, 북한군 전차 35대, 트럭 182대, 기타 차량 44대, 기관차 4대, 보급 및 연료창고 다수 파괴
4. 1950년 11월 5일 박천지구 전투에 무스탕기 편대 출격, 공산군이 점령한 능선에 네이팜탄 공격과 기관총 공격 가함
5. 1951년 8월 29일, 정주 상공에서 초계 임무를 수행하던 6대의 미그-15 전투기 편대를 발견, 공중전 개시하여 격퇴
6. 1951년 9월 중순, 안주 상공에서 미그기 15대와 대규모 공중전 벌여서 적 전투기 1대 격추시킴
7. 1952년 5월 4일과 8일, 사리원 상공에서 적 미그기 2대 격추시킴
8. 1952년 8월 29일, 전폭기 부대에 배속되어 평양공습 감행하고 서해안에서 공산군 부대 집결지와 보급창 공격
9. 1953년 3월 16일, 원산 남쪽에서 150여 대로 추정되는 공산군 보급차량 공격하여 파괴하고 적 건물 5동 완파
10. 1953년 7월 27일, 휴전이 결정되며 참전임무 종료

## 참전 결과 및 의의[12]
오스트레일리아는 유엔 참전국 중 세 번째로 전투부대를 한반도에 파병한 국가이고, 육군과 해군, 그리고 공군을 모두 파견하였다. 이들의 병력 파견은 전쟁기간 내내 꾸준하게 이루어졌으며, 해마다 증가추세를 보였다. 또한 오스트레일리아는 6.25전쟁 기간 중 2개 보병 대대와 항공모함을 포함한 9척의 함정, 그리고 1개 비행대대와 1개 수송기편대를 파견하는 등 연인원 17,164명을 참전시켰다. 오스트레일리아군은 지상은 물론 해상 및 공중에 이르기까지 여러 전투와 작전에 참전하였고, 이 과정에서 340명이 전사 또는 사망하고 1,216명이 부상을 당하는 등의 인명피해를 입었다.
오스트레일리아는 미국에 이어 두 번째로 참전한 국가이다. 오스트레일리아 수상은 연설에서 "우리의 참전결정은 결코 유엔헌장의 규정에 얽매여서가 아니라 그 정신을 존중하기 때문이다."라고 밝히며 국제평화를 추구하고 평화와 자유를 수호하기 위한 의지를 보여준 바 있다.
또한 이들은 6.25전쟁에 참전함으로써 미국과 영국을 연결하는 동맹관계와 공동목표를 발전시켰고, 대한민국과도 민주주의와 시장경제, 인권 등 공동의 가치를 바탕으로 정치, 외교, 경제 등 다양한 분야에서 긴밀한 실질적 협력관계를 유지하고 있다. 

## 같이 보기
- 6.25 전쟁 유엔군 파병 국가
- 6.25 전쟁 의료지원단 파견 국가

## 참고 문헌
- 6.25 전쟁과 유엔군 - 국방부 군사편찬연구소, 2015 (E-BOOK) 보관됨 2023-07-09 - 웨이백 머신
- 6.25 전쟁과 유엔군 - 국방부 군사편찬연구소, 2015 (PDF) 보관됨 2023-07-09 - 웨이백 머신
- 통계로 본 6.25 전쟁 - 국방부 군사편찬연구소, 2014 (E-BOOK) 보관됨 2023-07-09 - 웨이백 머신
- 통계로 본 6.25 전쟁 - 국방부 군사편찬연구소, 2014 (PDF) 보관됨 2021-01-11 - 웨이백 머신
- 유엔군 지원사 - 국방부 군사연구소, 1998 (E-BOOK) 보관됨 2023-07-09 - 웨이백 머신
- 유엔군 지원사 - 국방부 군사연구소, 1998 (PDF) 보관됨 2023-07-09 - 웨이백 머신
- 한국전쟁 요약 - 국방부 전사편찬위원회, 1986 (PDF) 보관됨 2023-07-09 - 웨이백 머신
- 한국전쟁사 제10권 - 유엔군 참전편 (오스트레일리아, 벨기에, 룩셈부르크, 캐나다, 콜롬비아, 에티오피아, 프랑스, 그리스, 네덜란드) - 국방부 전사편찬위원회, 1979, (E-BOOK) 보관됨 2023-06-24 - 웨이백 머신
- 한국전쟁사 제10권 - 유엔군 참전편 (오스트레일리아, 벨기에, 룩셈부르크, 캐나다, 콜롬비아, 에티오피아, 프랑스, 그리스, 네덜란드) - 국방부 전사편찬위원회, 1979, (PDF) 보관됨 2023-06-05 - 웨이백 머신

- The History of the UN Forces in the Korean War-2 (Australia, Canada, India, New Zealand, United Kingdom) - ROK Ministry of National Defense Institute for Military History, 1981 (E-BOOK) 보관됨 2023-07-09 - 웨이백 머신
- The History of the UN Forces in the Korean War-2 (Australia, Canada, India, New Zealand, United Kingdom) - ROK Ministry of National Defense Institute for Military History, 1981 (PDF) 보관됨 2023-06-05 - 웨이백 머신
- The History of the UN Forces in the Korean War-6 (Summary) - ROK Ministry of National Defense Institute for Military History, 1977 (E-BOOK) 보관됨 2023-07-09 - 웨이백 머신
- The History of the UN Forces in the Korean War-6 (Summary) - ROK Ministry of National Defense Institute for Military History, 1977 (PDF) 보관됨 2023-06-28 - 웨이백 머신